# IC 5244
IC 5244 је спирална галаксија у сазвјежђу Тукан која се налази на листи објеката дубоког неба у Индекс каталогу.
Деклинација објекта је - 64° 2' 35" а ректасцензија 22h 44m 13,5s. Привидна величина (магнитуда) објекта IC 5244 износи 12,9 а фотографска магнитуда 13,7. IC 5244 је још познат и под ознакама ESO 109-15, PGC 69620.